# Анаконда 2: Полювання на прокляту орхідею
«Анаконда 2: Полювання на прокляту орхідею», в оригіналі «Анаконда: Полювання на криваву орхідею» (англ. Anacondas: The Hunt for the Blood Orchid) — американський пригодницький фільм жахів 2004 року режисера Двайта Габбарда Літтла. Це продовження фільму «Анаконда» 1997 року.
Фільм вийшов 27 серпня 2004 року. Як і його попередник, він отримав негативні відгуки, але мав фінансовий успіх. У 2008 році було випущено продовження «Анаконда 3: Потомство» (в українському перекладі — «Анаконда 3: Ціна експерименту»).

## Сюжет
Команда дослідників, фінансована нью-йоркською фармацевтичною компанією Wexel Hall, включаючи Гордона Мітчелла, доктора Джека Байрона, Сема Роджерса, Гейл Стерн, Коула Берріса та доктора Бена Дугласа, відправляється в джунглі на Борнео на пошуки квітки під назвою Perrinnia immortalis або «Кривава орхідея» — яка, на їхню думку, містить джерело молодості. Джек переконує провідника капітана Білла Джонсона та його партнера Чана Ву піти небезпечним шляхом, незважаючи на їхні побоювання. Якось Гейл падає у воду, втрачає телефон і на неї нападає крокодил, але Білл рятує її. Їхній човен попадає у водоспад і розбивається на частини. Гігантська анаконда випливає з води і ковтає Бена. Решта команди виходить на берег. Білл запевняє їх, що це найбільша змія, яку він коли-небудь бачив, і що їй знадобляться тижні, щоб знову зголодніти. Однак більшість команди вимагає скасувати експедицію. Вони кличуть друга Білла, Джона Лівінгстона, який живе на річці, щоб він допоміг їм, але вони виявляють, що на Лівінгстона напали, а його човен розбитий.
Вони знаходять маленьке тубільне село, а вньому анаконду з витрощеними кишками, пару людських ніг, що звисають із черева змії, і орхідею, що залишилася. Орхідеї є частиною харчового ланцюга, і ці змії ростуть надзвичайно довго. Джек розуміє, що орхідеї повинні бути поруч, а Гейл стверджує, що орхідеї можуть не діяти на людей. Джек все ще хоче знайти квіти, але інші бунтують і будують пліт, щоб покинути джунглі.
Гордон виявляє, що Джек сховав радіо та пістолет Лівінгстона. Тепер уже психопатичний Джек не зміг переконати його продовжити експедицію, тому він паралізував Гордона за допомогою раніше зібраного павука, щоб завадити йому повідомити іншим. Джек приєднується до інших на плоту, але Сем підозрює і виявляє Гордона та укус павука. Тим часом анаконда ковтає Гордона живцем. Білл підпалює будівлю, але помічає, що змія втекла. Джек, залишившись один, викрадає пліт.
Не маючи змоги зробити ще один пліт, вони продираються через джунглі, щоб випередити Джека і повернути свій пліт. По дорозі вони потрапляють у печеру, намагаючись втекти від анаконди. Коул губиться і знаходить людські скелети. Його знаходить Чан, якого потім з'їдає змія. Білл знаходить загублений ліхтарик Чана, який плаває у кривавій воді. Переляканий Коул тікає з печери за кілька секунд до змії, яка застряє в норі. Сем обезголовлює її мачете, але інша змія захоплює істеричного Коула. Білл вбиває змію ножем, звільняючи Коула.
Група знаходить Джека та його пліт. Джек стріляє Біллу в руку, щоб утримати його від нападу, і змушує групу супроводжувати його до орхідей, які ростуть над ямою, де кілька самців анаконди спаровується з самкою. Сем повинен перетнути яму через тонку колоду, щоб наповнити рюкзак орхідеями. Коли вона повертається, колода тріщить. Джек наказує їй кинути йому рюкзак. Сем погрожує скинути квіти в яму, але Джек погрожує застрелити інших. Колода ламається. Коли інші намагаються дістатися до Сема, Джек бере рюкзак. Павук, якого він використовував раніше, виривається зі своєї банки та кусає його. Він падає в яму, і його з'їдають. Ліана, що тримає Сем, обривається, але вона вилазить з ями, оскільки одна з анаконд намагається її дістати. Гейл обманом змушує змію вкусити їхню ємність з пальним. Білл стріляє, але рушниця порожня. Коул стріляє ракетою, припалюючи анаконду та вибухаючи контейнер, убиваючи інших змій. Наступний зсув ховає криваві орхідеї. Ті, хто вижив — Білл, Сем, Коул і Гейл — повертаються на пліт і прямують до Кота-Бару.

## Акторський склад
- Морріс Честнат в ролі Гордона Мітчелла
- Саллі Річардсон-Вітфілд у ролі Гейл Стерн
- Меттью Марсден — доктор Джек Байрон
- Юджин Берд — Коул Берріс
- Кеді Стрікленд — Сем Роджерс
- Джонні Месснер в ролі Білла Джонсона
- Карл Юне в ролі Чан Ву
- Ніколас Гонсалес — доктор Бен Дуглас
- Енді Андерсон у ролі Джона Лівінгстона
- Ніколас Гоуп — Крістіан Ван Дайк
- Пітер Кертін — адвокат
- Деніс Арндт як генеральний директор
- Андре Танджунг — бармен
- Кхоа До в ролі провідного мисливця Лопак
- Айреті — мисливець Лопак